# Mesekenhagen
Mesekenhagen település Németországban, Mecklenburg-Elő-Pomeránia tartományban. Lakosainak száma 1056 fő (2023. december 31.).

## Népesség
A település népességének változása:
| Lakosok száma | 1013 | 983  | 999  | 1072 | 1059 | 1056 |
|               | 2016 | 2017 | 2019 | 2021 | 2022 | 2023 |